# Montecoral
Montecoral es una localidad uruguaya del departamento de Florida.

## Ubicación
La localidad se encuentra situada en la zona noreste del departamento de Florida, al norte del arroyo Mansavillagra, 2 km al oeste de la ruta 6 km 172, desde donde tiene acceso por camino vecinal, y junto a la línea de ferrocarril Florida-km 329, en su km 198.

## Historia
Esta localidad surgió en el año 1934, cuando el dueño de estas tierras, Leopoldo Montecoral, fraccionó y vendió los terrenos, dándole su nombre al lugar. Con la llegada del tren, se creó allí la entonces Estación Chilcas que luego pasó a ser Estación Montecoral, y alrededor de ella comenzaron a asentarse principalmente trabajadores zafrales de estancias de la zona.

## Población
Según el censo del año 2011 la localidad contaba con una población de 51 habitantes.
| 143           | 154 | 97 | 89 | 98 | 51 |
| (Fuente: INE) |     |    |    |    |    |